# Zuid-Korea op de Olympische Winterspelen 2002
Tijdens de Olympische Winterspelen van 2002, die in Salt Lake City (Verenigde Staten) werden gehouden, nam Zuid-Korea voor de veertiende keer deel.

## Medailleoverzicht
| Sport      | Olympiër                                               | Discipline           | Medaille |
| ---------- | ------------------------------------------------------ | -------------------- | -------- |
| Shorttrack | Ko Gi-hyun                                             | 1500 m (v)           | Goud     |
| Shorttrack | Choi Eun-kyung Choi Min-kyung Joo Min-jin Park Hye-won | 3000 m aflossing (v) | Goud     |
| Shorttrack | Choi Eun-kyung                                         | 1500 m (v)           | Zilver   |
| Shorttrack | Ko Gi-hyun                                             | 1000 m (v)           | Zilver   |

## Deelnemers en resultaten
(m) = mannen, (v) = vrouwen 

### Alpineskiën
| Olympiër       | Discipline       | Resultaat | Prestatie                          |
| -------------- | ---------------- | --------- | ---------------------------------- |
| Byun Jong-moon | reuzenslalom (m) | 47e       | 2.37,20 (+13,92) — 1.19,49+1.17,71 |
| Byun Jong-moon | slalom (m)       | 31e       | 2.01,58 (+20,52) — 58,38+1.03,20   |
| Kang Min-heuk  | reuzenslalom (m) | 46e       | 2.37,10 (+13,82) — 1.19,11+1.17,99 |
| Kang Min-heuk  | slalom (m)       | 30e       | 1.58,48 (+17,42) — 58,01+1.00,47   |
| Hur Seung-wook | reuzenslalom (m) | dnf-2     | opgave run 2 — 1.19,32+dnf         |
| Hur Seung-wook | slalom (m)       | dq-2      | diskwalificatie run 2 — 56,70+dq   |
| Lee Ki-hyun    | slalom (m)       | dnf-1     | opgave run 1                       |
| Yoo Hye-min    | reuzenslalom (v) | dnf-1     | opgave run 1                       |

### Biatlon
| Olympiër        | Discipline        | Resultaat | Prestatie                                    |
| --------------- | ----------------- | --------- | -------------------------------------------- |
| Shin Byung-kook | 10 km sprint (m)  | 80e       | 29.51,1 (+4.59,8) pen.: 2 (1 + 1)            |
| Shin Byung-kook | 20 km (m)         | 75e       | 1:00.58,1 (+9.54,8) pen.: 4 (1 + 2 + 1 + 0)  |
| Kim Ja-youn     | 7,5 km sprint (v) | 69e       | 26.45,2 (+6.03,8) pen.: 3 (1 + 2)            |
| Kim Ja-youn     | 15 km (v)         | 66e       | 1:01.13,8 (+14.44,7) pen.: 7 (2 + 2 + 0 + 3) |

### Kunstrijden
| Olympiër                   | Discipline | Resultaat | Prestatie                                                 |
| -------------------------- | ---------- | --------- | --------------------------------------------------------- |
| Lee Kyu-hyun               | mannen     | 28e       | dnq (korte kür: 28)                                       |
| Park Bit-na                | vrouwen    | 26e       | dnq (korte kür: 26)                                       |
| Yang Tae-hwa Lee Chuen-gun | ijsdansen  | 24e       | 48,0 p. (verpl.1: 24 - verpl.2: 24 - org.: 24 - vrij: 24) |

### Langlaufen
| Olympiër        | Discipline                       | Resultaat | Prestatie                                                       |
| --------------- | -------------------------------- | --------- | --------------------------------------------------------------- |
| Choi Im-hun     | 15 km klassiek (m)               | 64e       | 46.13,3 (+9.05,9)                                               |
| Jung Eui-myung  | 30 km vrije stijl massastart (m) | dnf       | opgave                                                          |
| Jung Eui-myung  | achtervolging 10 km+10 km (m)    | 73e       | niet geplaatst vrije stijl (klassiek:32.15,1 + vrije stijl:dnq) |
| Park Byeong-joo | 15 km klassiek (m)               | 62e       | 45.51,4 (+8.44,0)                                               |
| Park Byeong-joo | 30 km vrije stijl massastart (m) | 55e       | 1:20.57,5 (+9.26,5)                                             |
| Park Byeong-joo | achtervolging 10 km+10 km (m)    | 66e       | niet geplaatst vrije stijl (klassiek:30.15,6 + vrije stijl:dnq) |
| Shin Doo-sun    | sprint (m)                       | 56e       | dnq, kwal.:3.11,89 (+21,82)                                     |
| Shin Doo-sun    | 30 km vrije stijl massastart (m) | 59e       | 1:23.03,0 (+11.32,0)                                            |
| Shin Doo-sun    | achtervolging 10 km+10 km (m)    | 62e       | niet geplaatst vrije stijl (klassiek:29.54,5 + vrije stijl:dnq) |
| Lee Chun-ja     | sprint (v)                       | 52e       | dnq, kwal.:3.41,06 (+28,30)                                     |
| Lee Chun-ja     | 10 km klassiek (v)               | 54e       | 34.04,1 (+5.58,5)                                               |
| Lee Chun-ja     | 15 km vrije stijl massastart (v) | 46e       | 45.37,9 (+5.43,5)                                               |
| Lee Chun-ja     | achtervolging 5 km+5 km (v)      | 66e       | niet geplaatst vrije stijl (klassiek:16.13,1 + vrije stijl:dnq) |

### Rodelen
| Olympiër       | Discipline | Resultaat | Prestatie                                              |
| -------------- | ---------- | --------- | ------------------------------------------------------ |
| Lee Hak-jin    | mannen     | 36e       | 3.07,199 (+9,258) (46,942 / 47,245 / 46,558 / 46,454)  |
| Kim Min-kyu    | mannen     | 42e       | 3.13,805 (+15,864) (46,159 / 47,656 / 47,800 / 52,190) |
| Lee Chang-yong | mannen     | dnf-1     | opgave run 1                                           |

### Schaatsen
| Olympiër        | Discipline | Resultaat | Prestatie                        |
| --------------- | ---------- | --------- | -------------------------------- |
| Choi Jae-bong   | 500 m (m)  | 17e       | 1.10,57 (+1,34) — 35,45+35,12    |
| Choi Jae-bong   | 1000 m (m) | 12e       | 1.08,81 (+1,63)                  |
| Choi Jae-bong   | 1500 m (m) | 21e       | 1.47,26 (+3,31)                  |
| Kim Chul-soo    | 500 m (m)  | 33e       | 1.48,46 (+39,23) — 1.13,11+35,35 |
| Kim Chul-soo    | 1000 m (m) | 25e       | 1.09,79 (+2,61)                  |
| Lee Kyou-hyuk   | 500 m (m)  | 5e        | 1.09,59 (+0,36) — 34,74+34,85    |
| Lee Kyou-hyuk   | 1000 m (m) | 8e        | 1.08,37 (+1,19)                  |
| Lee Kyou-hyuk   | 1500 m (m) | 8e        | 1.45,82 (+1,87)                  |
| Lee Seung-hwan  | 5000 m (m) | 28e       | 6.37,67 (+23,01)                 |
| Mun Joon        | 1500 m (m) | 33e       | 1.48,58 (+4,63)                  |
| Park Jae-man    | 500 m (m)  | 25e       | 1.11,96 (+2,73) — 36,05+35,91    |
| Park Jae-man    | 1000 m (m) | 32e       | 1.10,67 (+3,49)                  |
| Yeo Sang-yeop   | 1500 m (m) | 42e       | 1.50,70 (+6,75)                  |
| Bak Eun-bi      | 1500 m (v) | 33e       | 2.03,87 (+9,85)                  |
| Bak Eun-bi      | 3000 m (v) | 25e       | 4.18,15 (+20,45)                 |
| Choi Seung-yong | 500 m (v)  | 18e       | 1.17,14 (+2,39) — 38,31+38,83    |
| Choi Seung-yong | 1000 m (v) | 32e       | 1.18,88 (+5,05)                  |
| Choi Yoon-suk   | 1500 m (v) | 29e       | 2.01,39 (+7,37)                  |
| Cho Seon-yeon   | 500 m (v)  | 25e       | 1.18,79 (+4,04) — 39,31+39,48    |
| Cho Seon-yeon   | 1000 m (v) | 29e       | 1.18,36 (+4,53)                  |
| Lee Yong-joo    | 500 m (v)  | 29e       | 1.19,78 (+5,03) — 39,72+40,06    |
| Lee Yong-joo    | 1000 m (v) | 31e       | 1.18,79 (+4,96)                  |

### Schansspringen
| Olympiër                                                    | Discipline              | Resultaat | Prestatie |
| ----------------------------------------------------------- | ----------------------- | --------- | --- |
| Choi Heung-chul                                             | normale schans ind. (m) | 30e       | 216,0 p. — 110,5 p. (87,5 m) + 105,5 p. (86,5 m) kwalificatie 26e — 86,5 p. (105,5 m)                                                                                   |
| Choi Heung-chul                                             | grote schans ind. (m)   | 55e       | kwalificatie 41e — uitgeschakeld: 99,5 p. (73,1 m) |
| Choi Yong-jik                                               | normale schans ind. (m) | 34e       | 109,0 p. — 109,0 p. (87,5 m) + dnq kwalificatie 17e — 88,0 p. (111,0 m)                                                                                                 |
| Choi Yong-jik                                               | grote schans ind. (m)   | 46e       | 86,7 p. — 86,7 p. (106,5 m) + dnq kwalificatie 32e — 106,0 p. (85,8 m)                                                                                                  |
| Kang Chil-gu                                                | normale schans ind. (m) | 46e       | 96,0 p. — 96,0 p. (82,0 m) + dnq kwalificatie 29e — 84,5 p. (101,5 m)                                                                                                   |
| Kang Chil-gu                                                | grote schans ind. (m)   | 47e       | 83,2 p. — 83,2 p. (104,0 m) + dnq kwalificatie 36e — 102,5 p. (81,0 m)                                                                                                  |
| Kim Hyun-ki                                                 | normale schans ind. (m) | 36e       | 106,0 p. — 106,0 p. (86,5 m) + dnq kwalificatie 24e — 86,5 p. (106,5 m)                                                                                                 |
| Kim Hyun-ki                                                 | grote schans ind. (m)   | 31e       | 108,5 p. — 108,5 p. (117,5 m) + dnq kwalificatie 12e — 114,0 p. (102,7 m)                                                                                               |
| Team Choi Heung-chul Choi Yong-jik Kim Hyun-ki Kang Chil-gu | grote schans team (m)   | 8e        | 801,6 punten 98,5 p. (112,5 m) + 104,9 p. (115,5 m) 95,8 p. (111,0 m) + 95,4 p. (110,5 m) 97,7 p. (111,5 m) + 88,1 p. (107,0 m) 103,6 p. (114,5 m) + 117,6 p. (122,0 m) |

### Shorttrack
| Olympiër                                               | Discipline           | Resultaat | Prestatie                                                                         |
| ------------------------------------------------------ | -------------------- | --------- | --------------------------------------------------------------------------------- |
| Ahn Hyun-soo                                           | 1000 m (m)           | 4e        | Finale: 1.32,519, hf 2 (2e): 1.27,469, kf 3 (2e): 1.27,201, vr 8 (1e): 1.30,252   |
| Ahn Hyun-soo                                           | 1500 m (m)           | 13e       | dnq, hf 3: diskwalificatie, vr 1 (1e): 2.23,287                                   |
| Kim Dong-sung                                          | 500 m (m)            | 6e        | B-finale: 42,076, hf 1 (3e): 41,990, kf 3 (1e): 41,806, vr 4 (1e): 42,834         |
| Kim Dong-sung                                          | 1000 m (m)           | 5e        | B-finale: 1.35,582, hf 1 (4e): 1.52,645, kf 4 (1e): 1.27,429, vr 6 (1e): 1.32,901 |
| Kim Dong-sung                                          | 1500 m (m)           | 12e       | Finale: diskwalificatie, hf 1 (1e): 2.15,942, vr 4 (1e): 2.22,133                 |
| Lee Seung-jae                                          | 500 m (m)            | dq        | dnq, vr 8: diskwalificatie                                                        |
| Kim Dong-sung Lee Seung-jae Min Ryoung Oh Se-jong      | 5000 m aflossing (m) | dq        | dnq, hf 2: diskwalificatie                                                        |
| Choi Eun-kyung                                         | 500 m (v)            | 7e        | B-finale: 45,383, hf 1 (5e): 44,647, kf 4 (1e): 44,846, vr 8 (1e): 45,395         |
| Choi Eun-kyung                                         | 1000 m (v)           | 6e        | B-finale: 1.34,808, hf 1 (4e): 1.38,523, kf 3 (1e): 1.34,842, vr 4 (1e): 1.37,609 |
| Choi Eun-kyung                                         | 1500 m (v)           | Zilver    | Finale: 2.31,610, hf 2 (1e): 2.21,069, vr 4 (1e): 2.29,460                        |
| Ko Gi-hyun                                             | 1000 m (v)           | Zilver    | Finale: 1.36,427, hf 2 (2e): 1.35,172, kf 1 (2e): 1.31,349, vr 6 (1e): 1.42,903   |
| Ko Gi-hyun                                             | 1500 m (v)           | Goud      | Finale: 2.31,581, hf 1 (1e): 2.31,120, vr 2 (1e): 2.26,980                        |
| Joo Min-jin                                            | 500 m (v)            | 9e        | B-finale: 46,893, hf 2 (4e): 1.08,184, kf 2 (2e): 44,992, vr 2 (1e): 45,547       |
| Choi Eun-kyung Choi Min-kyung Joo Min-jin Park Hye-won | 3000 m aflossing (v) | Goud      | Finale: 4.12,793, hf 2 (1e): 4.14,977                                             |

### Skeleton
| Olympiër       | Discipline | Resultaat | Prestatie                     |
| -------------- | ---------- | --------- | ----------------------------- |
| Kang Kwang-bae | mannen     | 20e       | 1.44,51 (+2,55) — 52,11+52,40 |

Amerikaanse Maagdeneilanden · Andorra · Argentinië · Armenië · Australië · Azerbeidzjan · België · Bermuda · Bosnië en Herzegovina · Brazilië · Bulgarije · Canada · Chili · China · Chinees Taipei · Costa Rica · Cyprus · Denemarken · Duitsland · Estland · Fiji · Finland · Frankrijk · Georgië · Griekenland · Groot-Brittannië · Hongarije · Hongkong · Ierland · IJsland · India · Iran · Israël · Italië · Jamaica · Japan · Joegoslavië · Kameroen · Kazachstan · Kenia · Kirgizië · Kroatië · Letland · Libanon · Liechtenstein · Litouwen · Macedonië · Mexico · Moldavië · Monaco · Mongolië · Nederland · Nepal · Nieuw-Zeeland · Noorwegen · Oekraïne · Oezbekistan · Oostenrijk · Polen · Roemenië · Rusland · San Marino · Slovenië · Slowakije · Spanje · Tadzjikistan · Thailand · Trinidad en Tobago · Tsjechië · Turkije · Venezuela · Verenigde Staten · Wit-Rusland · Zuid-Afrika · Zuid-Korea · Zweden · Zwitserland

Uitgesloten van deelname: Puerto Rico